# وابکند
وابکند (به ازبکی: Vobkent، وابکېنت) یک شهر در ازبکستان است که در ناحیه وابکند و ولایت بخارا واقع شده‌است. وابکند ۱۶٬۶۰۰ نفر جمعیت دارد.